# Franz von Sickingen
Franz von Sickingen (ur. 2 marca 1481 na zamku Ebernburg k. Bad Münster am Stein-Ebernburg, zm. 7 maja 1523 na zamku Nanstein k. Landstuhl) – niemiecki szlachcic, protektor Marcina Lutra, zwolennik reformacji, przywódca powstania przeciwko arcybiskupowi Trewiru.
Początkowo pozostawał w służbie cesarza Maksymiliana I i Karola V. Potem przeszedł na stronę reformacji i stanął na czele powstania rycerstwa reńskiego i szwabskiego przeciwko władzy cesarza i Kościoła katolickiego. Był zwolennikiem sekularyzacji dóbr kościelnych. W 1522 zaatakował siedzibę arcybiskupa trewirskiego i walczył z posiłkującymi biskupów wojskami książąt Palatynatu, Hesji i Trewiru. Zmarł w 1523 z powodu odniesionych ran.